# Els botxins voluntaris de Hitler
Els botxins voluntaris de Hitler (en anglès original, Hitler's Willing Executioners, 1996) és un llibre de l'escriptor estatunidenc Daniel Goldhagen que proposa que els alemanys comuns no solament sabien, sinó també van recolzar l'Holocaust a causa d'un "antisemitisme eliminacionista" únic i virulent en la identitat alemanya, el qual s'havia desenvolupat als segles previs. Goldhagen afirma que aquesta mentalitat especial va sorgir a partir d'actituds medievals d'una base religiosa, però finalment va ser secularizada.
Aquesta obra va despertar controvèrsia i debat a Alemanya i Estats Units. Alguns historiadors han caracteritzat la seva recepció com una extensió de la Historikerstreit, el debat historiogràfic alemany dels anys 1980 que buscava explicar la història nazi. El llibre es va convertir en un "fenomen editorial" i va aconseguir fama tant als Estats Units com a Alemanya, malgrat la seva recepció mordaç entre els historiadors, que el van condemnar com ahistòric i, segons paraules de l'historiador de l'Holocaust Raul Hilberg, "totalment errat sobre tot" i "sense valor".
El llibre, que va començar com una tesi doctoral de Harvard, va ser escrit en gran manera com a resposta a una publicació de Christopher Browning. En 1994, va guanyar el Premi Gabriel A. Almond en política comparada per l'Associació nord-americana de ciència política i el Premi Democràcia del Journal for German and International Politics. Aquesta revista va sostenir que el debat promogut pel llibre de Goldhagen va ajudar a perfeccionar la comprensió del públic sobre el passat durant un període de canvi radical a Alemanya.